# 佐田樹理
佐田 樹理（さだ じゅり、現姓：宮下、1982年6月18日 - ）は、日本の元女子バレーボール選手。

## 来歴
福岡県三井郡大刀洗町出身。大林素子にあこがれて、小学校3年生からバレーを始める。熊本信愛女学院高校時代、春高バレー・インターハイ等に出場。1999年世界ユース選手権優勝、アジアユース選手権準優勝、2000年アジアジュニア選手権準優勝を経験した。
卒業後はJTマーヴェラスに所属し、レフト、ライト、リベロと様々なポジションをこなせるユーティリティープレイヤーとして活躍し、2003年、代表入り。2005年に退部。
その後、当時日立佐和の監督であった吉田國昭に直接懇願されて、日立佐和リヴァーレに移籍する。2005-06年第12回Vリーグではレギュラーを獲得。小柄ながらエースとしての勝負強さに加え、堅実なレシーブ力でチームの中心選手として活躍。06-07年シーズンは、主将としてチームを牽引した。
2007年5月開催の第56回黒鷲旗大会後に現役引退。同年6月、JTサンダーズの宮下雅寛と結婚。春高コーチングキャラバンでは、2007年度は最年少コーチとして東京都立駒場高校を、2008年度は岡山県立玉野光南高校の指導に当たった。2009年3月に第一子出産。2011年から佐賀県鳥栖市にて女性のためのボディメンテナンスサロンBright Upを経営。2013年12月に第二子を出産。
2016年のバレーボールのDAZN配信開始から、解説やリポーター、そして春高予選の解説や、主に九州でバレーボール教室や講演などに従事。
2021年ULTインストラクターとしての活動も始め、女性の笑顔で日本を元気にを理念に、セミナー講師として、女性活躍のための女性ホルモン講座や、管理職研修など、全国の企業や自治体で講演や研修の活動をしている。
2024Best Of Miss福岡大会では、Mrs.SDGs部門でグランプリ。その他２つの特別賞を受賞。

## 人物・エピソード
- 1999年、U-17（ユース）世界大会で金メダル。
- 2003年、リベロで全日本代表入り。その際、当時高校生で全日本候補だった木村沙織のサイン字体を考えた。
- JT時代のニックネームはサリ→ジュリだったが、日立佐和に移籍してからはリサとなった。
- 現役引退後にコチキャラの企画で前述のように都立駒場高校の女子バレーボール部のコーチを務めた。チームの中心選手だった溝江明香のスパイクが自らの優しい性格ゆえに決めきることができず、打ち方をただ真っ直ぐ打つだけでなく交わしたりするなど考えて打つよう伝えても改善されなかったことからついに激怒し、何の工夫もないスパイクしか打てない溝江に対して何も指摘しない部員の姿勢にも苦言を呈し、練習している最中にも関わらず立ち去った。さらに「コチキャラは駒場（を担当するコーチ）じゃなくてもよかった」とまで言い放った。一方で部員に中途半端な気持ちがありながらも春高バレーを目指してほしいという思いから涙を流して伝えたことでそれを汲み取った監督も厳しく指導に当たるなどしたことで部員の心にも変化が現れ、練習に対する姿勢も変わっていった。最終的に春高には出られなかったが、部員の成長を認めた。さらに「コチキャラの担当は駒場じゃなくてもよかった」と言ったことに関しては謝罪し、逆に「担当できてよかった」と企画に満足していた。

## 所属チーム
- 大堰小
- 筑邦西中
- 熊本信愛女学院高等学校
- JTマーヴェラス（2001-2005年）
- 日立佐和リヴァーレ（2005-2007年）